# Брюшина

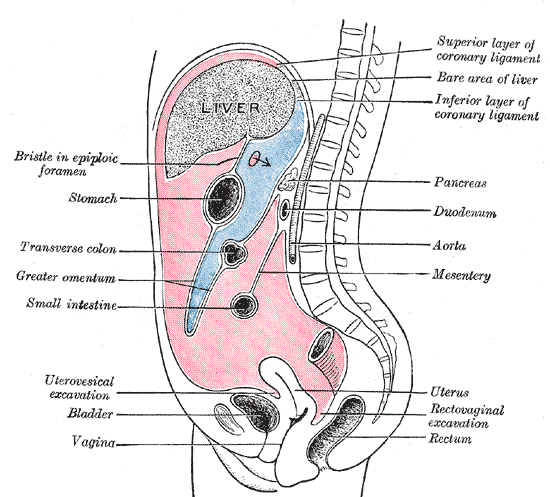
Ход брюшины. Сальниковая сумка обозначена голубым цветом

Брюши́на (лат. peritoneum) — тонкая полупрозрачная серозная оболочка (пластинка), покрывающая внутренние стенки брюшной полости и поверхность многих внутренних органов. Брюшина имеет гладкую блестящую поверхность, образована чередующимися слоями коллагеновых и эластических волокон. Образует два листка — висцеральный (покрывающий органы) и париетальный (пристеночный), переходящие друг в друга с формированием узкой щели во фронтальной оси — полости брюшины (лат. cavum peritonei).

## Брюшинная полость
Полость брюшины представляет собой систему заполненных серозным содержимым (несколько мл жидкости, чтобы снизить трение листков друг о друга и увлажнить брюшину) щелевидных пространств, образованных как между отдельными участками висцерального листка, так и между висцеральным и париетальным листками. Листки брюшины образуют вдающиеся внутрь складки, формирующие брыжейки полых органов, большой и малый сальник (лат. omentum majus et minus).
Внизу брюшинная полость опускается в полость малого таза. Причем у мужчин брюшинная полость замкнутая, а у женщин — нет, т. к. она сообщается с внешней средой через брюшные отверстия маточных труб, полость матки и влагалище.

## Отношение брюшины к внутренним органам
Различают органы, покрытые брюшиной со всех сторон (т. е. интраперитонеально), с трёх сторон (т. е. мезоперитонеально), с одной стороны (т. е. ретроперитонеально, или экстраперитонеально). При этом сосуды и нервы, направляющиеся к органам брюшной полости из забрюшинного пространства, не прободают брюшину, а залегают в щелевидных пространствах между листками брыжейки — дупликатуры брюшины, соединяющей висцеральную брюшину органа с париетальной.
Интраперитонеально:
- Желудок, тощая и подвздошная кишка, слепая кишка и червеобразный отросток, поперечная и сигмовидная ободочная кишка, верхняя часть прямой кишки, селезёнка.

Мезоперитонеально:
- Восходящая и нисходящая части ободочной кишки, средняя треть прямой кишки, печень.

Ретроперитонеально:
- Почки, надпочечники, мочеточники, мочевой пузырь, большая часть двенадцатиперстной кишки, нижняя треть прямой кишки, поджелудочная железа, желчный пузырь, брюшная часть аорты, нижняя полая вена[1].